# Собор Святого Георгия (Стамбул)
Собор Святого Георгия (греч. Καθεδρικός Ναὸς τοῦ Ἅγίου Γεωργίου, также Патриарший храм Святого Георгия, греч. Πατριαρχικός Ναός Αγίου Γεωργίου, тур. Aya Yorgi Patrikhane Kilisesi) в Стамбуле — православный кафедральный собор во имя великомученика Георгия Победоносца, с 1601 года — кафедра патриарха Константинопольского. В архитектурном отношении представляет собой классическую трёхнефную базилику, имеет скромный внешний вид, однако богато украшен внутри. Расположен в стамбульском районе Фанар (Фенер).

## История
После падения Константинополя (1453 год) и обращения османами в мечеть главного храма империи — Святой Софии, а потом храма Апостолов и затем храма Богородицы Паммакаристы, куда переносилась патриаршая кафедра, центром православной жизни города к концу XVI веке стал район Фенер (Фанар). В 1601 году Патриарх Матфей II избрал своей кафедрой вместо храма св. Димитрия у Деревянных ворот (ныне тур. Aya Dimitri Rum Ortodoks Kilisesi, Kırk Ambar Sok. No. 12, Ayvansaray) храм Святого Георгия, бывший до того женским монастырём. С тех пор храм многократно реконструировался и реставрировался — так, что от его прежнего вида почти ничего не осталось.
При патриархе Тимофее II в 1614 году собор реконструировали и расширили. При Каллинике II вновь проведена реконструкция. В 1720 году в соборе произошёл сильный пожар, после чего он был восстановлен патриархом Иеремией III. Новый крупный пожар в 1738 году нанёс серьёзный ущерб церкви. Только в 1797 году патриарх Григорий V начал реставрацию, в результате которой церковь приобрела свой нынешний вид. Патриарх Григорий VI (1835—1840) внёс новые изменения в здание храма и увеличил его высоту. Последняя крупная реконструкция была проведена патриархом Иоакимом III.
В 1941 году здания патриархии вблизи храма были уничтожены пожаром и по политическим причинам не восстанавливались до середины 1980-х. Во второй половине 1980-х при патриархе Димитрии был сооружён новый комплекс административных зданий, а в начале 1990-х, при патриархе Варфоломее, произведён ремонт и благоукрашение храма — в значительной мере на средства греческого промышленника Панайотиса Ангелопулоса.

## Святыни

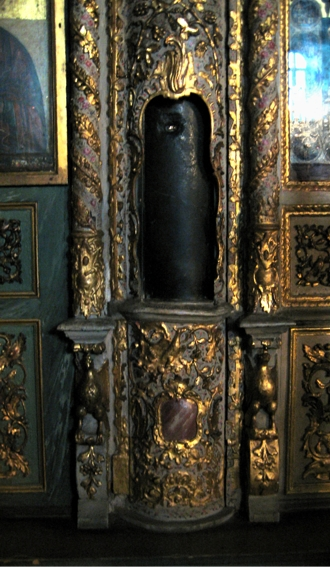
Столб бичевания

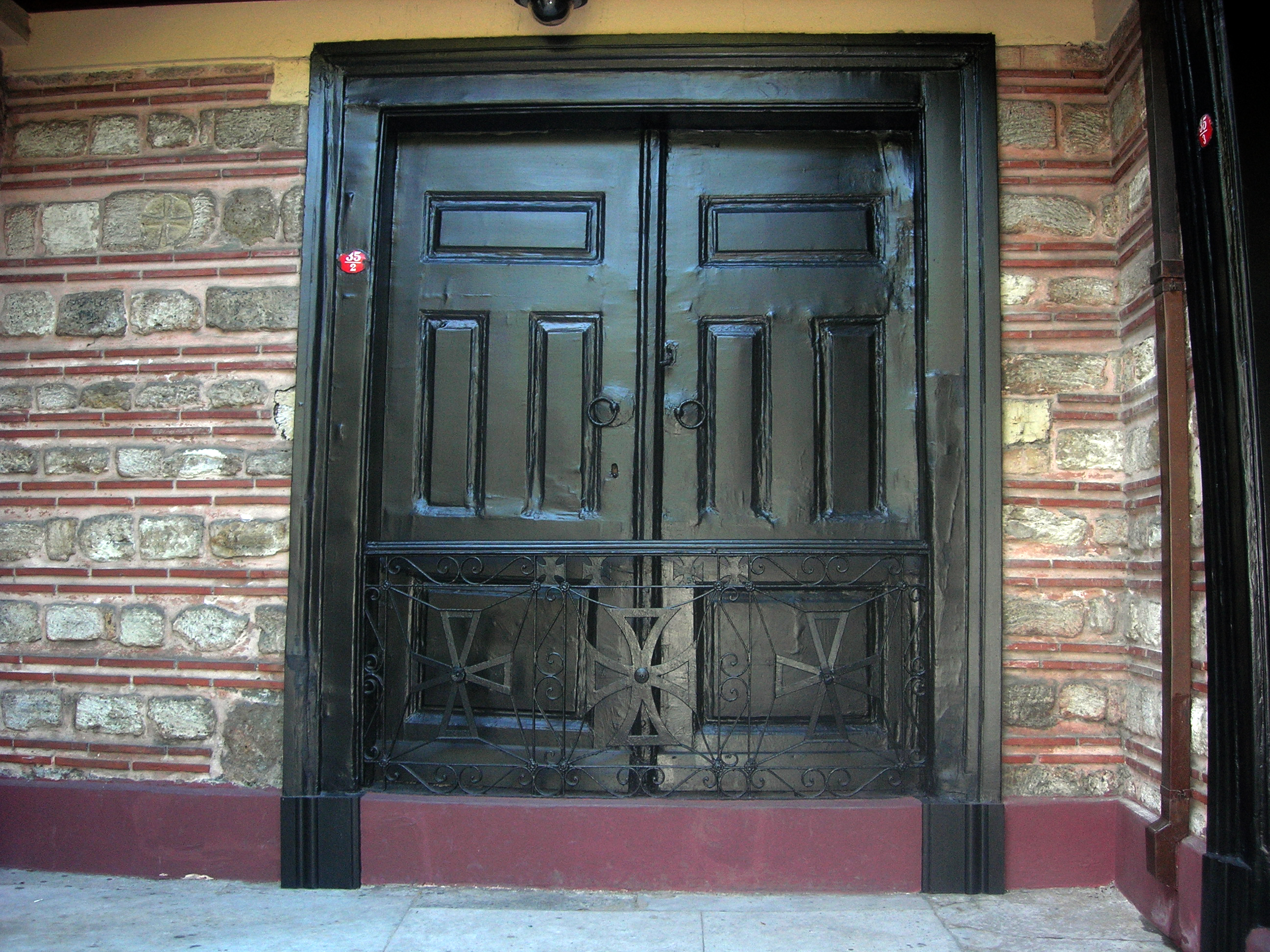
Запечатанные с 1821 года врата Патриарха Григория V; проход во двор храма — слева.

Справа от иконостаса — часть колонны (столб бичевания) из Иерусалима с остатками кольца, к которому, по преданию, был привязан во время бичевания Иисус Христос.
Среди особо почитаемых икон — образ «Панагия Фанеромени» в сребро-позлащённой ризе из России у северной стены и мозаичная «Панагия Паммакаристос» у южной, происходящая из бывшего храма Богородицы Паммакаристы.
У северной стены храма установлены ковчеги с частицами мощей Григория Богослова и Иоанна Златоуста, вывезенных из Константинополя во время Четвёртого крестового похода 1204 года и в 2004 году по распоряжению папы Римского Иоанна Павла II возвращённых Патриархату. Также в храме находятся мощи святителя Василия Великого. С южной стороны храма покоятся останки Евфимии Всехвальной, Соломонии — матери мучеников Маккавейских и святой царицы Феофании.